# 김보섭 (1998년)
김보섭(한국 한자: 金甫燮, 1998년 1월 11일 ~ )은 대한민국의 축구선수로, 현 K리그1 인천 유나이티드에서 뛰고 있다.

## 선수 경력
2017시즌을 앞두고 인천 유나이티드와 계약했다.
2018년 9월 2일 울산 현대와의 경기에서 데뷔골을 포함해 2골을 넣어 팀의 3-2 승리를 이끌었다.

## 기록
| 시즌 | 소속            | 경기 | 득점 | 도움 | 슈팅 | 유효슈팅 |
| ---- | --------------- | ---- | ---- | ---- | ---- | -------- |
| 2017 | 인천 유나이티드 | 3    | 0    | 0    | 3    |          |
| 2018 | 인천 유나이티드 | 21   | 2    | 1    | 17   | 8        |